# François Keller
François Keller (* 27. Oktober 1973 in Colmar) ist ein ehemaliger französischer Fußballspieler und heutiger -trainer.

## Karriere als Spieler
François Keller begann mit dem Fußball in der Jugendabteilung von SR Colmar, in der er bis 1991 aktiv war. Nachdem er 1991 zu Racing Straßburg gekommen war, unterschrieb er 1992 einen Profivertrag beim besagten Verein. Sein Profidebüt gab er nach einigen Jahren in der B-Mannschaft am 19. Juli 1995, als er in einem Spiel der damaligen Division 1, gegen den HSC Montpellier, in der Anfangself stand und nach 85 Minuten durch Olivier Dacourt ersetzt wurde. Bis Dezember 1998 kam Keller auf (saisonübergreifend) 35 Ligaeinsätze und erreichte mit Racing Straßburg das Achtelfinale im UEFA-Cup 1997/98. Im Jahr 1998 ging er leihweise zum englischen Drittligisten FC Fulham. Anfang 1999 kehrte er nach Straßburg zurück, wo er bis zu seinem Karriereende im Jahr 2003 ausschließlich der B-Mannschaft angehörte.

## Karriere als Trainer
In der Saison 2003/04 war Keller als Trainer für die U-19 zuständig. Von 2004 bis 2011 war er Trainer der Reservemannschaft. Während dieser Zeit machte er auch die Ausbildung zum Profifußballtrainer und erhielt im März 2008 sein Diplom (Diplôme d'Entraîneur-Formateur) vom FFF, dem französischen Fußballverband. Von 2011 bis 2014 trainierte er die erste Mannschaft von Racing Straßburg.

## Privates
Keller ist der Bruder von Marc Keller, Präsident von Racing Straßburg.